# غاري تايلور (رافع أثقال)
غاري تايلور (بالإنجليزية: Gary Taylor)‏ هو رباع بريطاني، ولد في 14 أكتوبر 1961 في ويلز في المملكة المتحدة.

## وصلات خارجية
- غاري تايلور على موقع أوليمبيديا (الإنجليزية)